# Breadwinners
Breadwinners é uma série de desenho animado estadunidense criada por Gary "Doodles" Di Raffaele e Steve Borst para a Nickelodeon. Dois patos antropomórficas que são melhores amigos, SwaySway (Robbie Daymond) e Buhdeuce (Eric Bauza), voam ao redor do planeta à base de água, Pondgea, em uma van alimentada por um foguete entregando pão aos seus clientes.
A série foi originalmente concebida como um curta de animação de estúdio no apartamento de Di Raffaele, em Studio City, Los Angeles junto com Borst. Os dois já haviam se reuniu em Burbank, enquanto trabalhavam na série animada Mad, em 2012. Breadwinners estreou em um festival de curta-metragem realizado em um bar em Nova Iorque, e mais tarde foi lançado em rede, onde eles foram contatados e o show foi desenvolvido em uma série de pleno direito. Estreou em 17 de fevereiro de 2014 na Nickelodeon na transmissão original. 

## Sinopse
SwaySway e Buhdeuce são dois patos que voam em um furgão-foguete entregando pão pela Patolândia. Os melhores amigos que vivem juntos e adoram entrar em todos os tipos de aventuras. SwaySway é o líder da dupla e, embora ele não use sempre o bom senso, ele é um profissional quando se trata de pilotar o furgão. Buhdeuce é um pato desajeitado, mas é leal a SwaySway e tem um coração enorme. Juntos, os amigos se divertem o tempo todo durante o voo em torno de entregar pão.

## Personagens

### SwaySway
Ele é o líder dos Breadwinners, pois seus pais, anteriormente, eram os entregadores, e seus avós e bisavós também eram entregadores. SwaySway é meio maluco e gosta de fazer piruetas com o Furgão-Foguete, e quando ele não consegue o que quer fica com pelo arrepiado, olhos esbugalhados e uma aparência de louco.

### Buhdeuce Pertchocoviccy
Ele é o mais agitado, ama comer pão, e o mais novo entre os Breadwinners, em um episódio da 2ª temporada, mostra o seu encontro com SwaySway, e sua entrada aos Breadwinners. Buhdeuce tem um ataque que ele apelida ''Bumbumzada''.

### Jell
É a sapinha de estimação de SwaySway e Buhdeuce, mas antes de Buhdeuce entrar para os Breadwinners, Jelly era somente de Buhdeuce.

### Furgão-Foguete
É uma caminhonete azul que tem propulsores que faz ela voar e tem um pão estampado na carroceria, SwaySway sempre faz piruetas com ela. Buhdeuce e SwaySway fazem entregas de pão com ele.

### Criador do Pão
É o criador das minas de pão, e de todos os pães, os Breadwinners adoram ele, e sua aparição no desenho é bem grande.

### Rambamboo
É uma policial rabugenta, que vive multando SwaySway e Buhdeuce, por fazerem besteiras na cidade de Duck-Town ou até na Patolândia.

### Ketta
É uma cisne, que vive na ''Ilha do Vulcão'', ela tem uma oficina chamada ''Oficina da Ketta'', ela sempre conserta ou inventa coisas para SwaySway e Buhdeuce.

### Sr. Pampers
É um Ganso sovina, e dono de um lanchonete no céu chamada "Pampers", onde os patos amam comer.

### Sra. Furfflel
É uma velhinha com pele azul que vive na ''llha Flutuante'', é meiga e muito adorável.

### Tallônnyus Mid
Apelidado pelos Breadwinners por T-Mid, ele é uma coruja vistosa e ele é mais rico que o banco de Duck-Town, ele é exigente, e odeia quando o SwaySway e Buhdeuce quebram a parede da casa dele.

### Jenny Quackles
É um pato-fêmea que SwaySway ama e queria namorar ela, porém Jenny não lhe dá atenção.

### Oonski o Grande
É um grande castor viquingue que tem seu bordão ''Comer, bater, pegar'' e aparece normalmente roubando coisas ao longo da série. Em alguns episódios, ele ajuda os entregadores de pão.

## Dubladores
- Thiago Zambrano - SwaySway
- Alex Minei - Buhdeuce
- Zeca Rodrigues / Vanderlan Mendes - Oonski o Grande
- Raquel Marinho - Ketta
- Fabio Moura - T-Midi
- Rosely Gonçalves - Sra. Furfle
- Wellington Lima - Sr. Pumpers
- Ricardo Sawaya - Thon
- Angelica Santos - Rambamboo
- Locutor: Sérgio Marques
- Estúdio: Dublavídeo

## Episódios
| Temporadas | Temporadas | Episódios | Exibição original       | Exibição original      | Exibição no Brasil    | Exibição no Brasil     | Exibição em Portugal  | Exibição em Portugal |
| Temporadas | Temporadas | Episódios | Estreia de temporada    | Final de temporada     | Estreia de temporada  | Final de temporada     | Estreia de temporada  | Final de temporada   |
| ---------- | ---------- | --------- | ----------------------- | ---------------------- | --------------------- | ---------------------- | --------------------- | -------------------- |
|            | 1          | 20        | 17 de fevereiro de 2014 | 26 de abril de 2015    | 13 de outubro de 2014 | 31 de outubro de 2015  | 6 de outubro de 2014  | 12 de março de 2015  |
|            | 2          | 20        | 5 de abril de 2015      | 12 de setembro de 2016 | 5 de setembro de 2015 | 25 de dezembro de 2016 | 9 de novembro de 2015 | 20 de julho de 2016  |

## Produção
Breadwinners foi criado por Gary "Doodles" Di Raffaele e Steve Borst. Foi concebido como um curta de animação de quatro minutos e meio no estúdio-apartamento de Di Raffaele, em Studio City, Los Angeles (apelidado de "Doodle Chamber"). Os dois já haviam se reunido em Burbank, enquanto trabalhava em uma série animada, Mad, em 2012. Os protagonistas, originalmente não nomeados, foram desenhados por Di Raffaele, como parte de uma colaboração com Borst. Ambos foram desenhados jogando um pedaço de pão no ar; Di Raffaele explicou que a premissa veio como uma extensão do seu apetite por pão, a parte mais importante das refeições por conta de sua educação ítalo-americana, com os amigos, por vezes, o chamavam de "pato". Este último respondeu positivamente ao desenho, dizendo que ele poderia produzir algo com isso.
O curta foi escrito por Borst e produzido por Di Raffaele como uma animação em Flash ao longo de dois meses. Daymond, que faz a voz de SwaySway, foi encontrado em um site de chamada de elenco e foi convidado ao apartamento de Raffaele Di para a audição. Originalmente como um pontual, Breadwinners estreou no Midsummer Night Toons como um curta-metragem em Nova Iorque, onde eles queriam entreter seus colegas. O curta foi assistido no YouTube com uma recepção positiva, e após a obtenção de 10 mil a 15 mil visualizações em sua primeira semana, Borst explicou, "ele apenas assumiu uma vida própria." Os criadores ligaram à Nickelodeon depois que os usuários manifestaram-se querendo mais. Ao receber uma pergunta de um executivo da emissora, Di Raffaele ficou duvidoso da oferta, brincando que "eu pensei que fosse um spam". Depois de vários meses, os criadores foram contratados para expandir o curta em uma série em pleno direito.
As ações na série se desenrolam metronomicamente — ou seja, os episódios são construídos em torno de uma trilha sonora subjacente, marcado por Tommy Sica (que costumava tocar em uma banda com Di Raffaele) e gravado antes da fase de animação. Este processo implica nos eventos do show que se desdobra em um ritmo mais rápido do que a maioria das séries de animação parecidas. A animação é concluída nos estúdios da Titmouse, Inc., em Vancouver; como o curta, ele também é produzido no Adobe Flash. Um olhar voltado aos desenhos animados foi explicitamente escolhido como estilo de arte, observou Di Raffaele, o que deu lugar a elementos com contornos pesados e escuros em torno dos personagens. Além disso, os videogames em estilo retrô foram a inspiração para a direção de arte, com uma textura de pixels aplicada no fundo e sombras nos personagens.